# PPP1R3B
PPP1R3B (англ. Protein phosphatase 1 regulatory subunit 3B) – білок, який кодується однойменним геном, розташованим у людей на 8-й хромосомі. Довжина поліпептидного ланцюга білка становить 285 амінокислот, а молекулярна маса — 32 695.
| 10         |  | 20         |  | 30         |  | 40         |  | 50         |
| ---------- |  | ---------- |  | ---------- |  | ---------- |  | ---------- |
| MMAVDIEYRY |  | NCMAPSLRQE |  | RFAFKISPKP |  | SKPLRPCIQL |  | SSKNEASGMV |
| APAVQEKKVK |  | KRVSFADNQG |  | LALTMVKVFS |  | EFDDPLDMPF |  | NITELLDNIV |
| SLTTAESESF |  | VLDFSQPSAD |  | YLDFRNRLQA |  | DHVCLENCVL |  | KDKAIAGTVK |
| VQNLAFEKTV |  | KIRMTFDTWK |  | SYTDFPCQYV |  | KDTYAGSDRD |  | TFSFDISLPE |
| KIQSYERMEF |  | AVYYECNGQT |  | YWDSNRGKNY |  | RIIRAELKST |  | QGMTKPHSGP |
| DLGISFDQFG |  | SPRCSYGLFP |  | EWPSYLGYEK |  | LGPYY      |  |            |

A: Аланін

C: Цистеїн

D: Аспарагінова кислота

E: Глутамінова кислота

F: Фенілаланін

G: Гліцин

H: Гістидин

I: Ізолейцин

K: Лізин

L: Лейцин

M: Метіонін

N: Аспарагін

P: Пролін

Q: Глутамін

R: Аргінін

S: Серин

T: Треонін

V: Валін

W: Триптофан

Кодований геном білок за функцією належить до фосфопротеїнів. 
Задіяний у таких біологічних процесах, як вуглеводний обмін, метаболізм глікогену. 